# Оператор Гільберта — Шмідта
Оператор Гільберта — Шмідта — це обмежений оператор {\displaystyle A} на гільбертовому просторі {\displaystyle H} зі скінченною нормою Гільберта — Шмідта, тобто для якого існує такий ортонормований базис {\displaystyle \{e_{i}\colon i\in I\}} в {\displaystyle H}, що
{\displaystyle \sum _{i\in I}\|Ae_{i}\|^{2}<\infty .}
Якщо це виконується в якомусь ортономованому базисі, то це виконується в будь-якому ортонормованому базисі.

## Скалярний добуток Гільберта— Шмідта
Нехай {\displaystyle A} і {\displaystyle B} — два оператори Гільберта — Шмідта. Скалярний добуток Гільберта — Шмідта визначається як
{\displaystyle \langle A,B\rangle _{\mathrm {HS} }=\operatorname {tr} \,A^{T}\!B=\sum _{i\in I}\langle Ae_{i},Be_{i}\rangle .}
де {\displaystyle \operatorname {tr} } позначає слід оператора. Індукована таким скалярним добутком норма називається нормою Гільберта — Шмідта:
{\displaystyle \lVert A\rVert _{\mathrm {HS} }^{2}=\sum _{i\in I}\lVert Ae_{i}\rVert ^{2}.}
Це визначення не залежить від вибору ортонормованого базису і аналогічне нормі Фробеніуса для операторів у скінченновимірному векторному просторі.

## Властивості
Оператори Гільберта — Шмідта утворюють двосторонній *-ідеал у банаховій алгебрі обмежених операторів на {\displaystyle H}. Оператори Гільберта — Шмідта утворюють замкнуту в топології, індукованій нормою на {\displaystyle H}, множину тоді і тільки тоді, коли {\displaystyle H} скінченновимірний. Вони також утворюють гільбертів простір. Можна показати, що він природно ізоморфний тензорному добутку гільбертових просторів
{\displaystyle H^{*}\otimes H,}
де {\displaystyle H^{*}} — простір, спряжений до {\displaystyle H}.